# Pujòlo

Pujòlo, a la Vall d'Aran

Pujòlo (AFI: [pyˈʒɔlu]) és un terçó tradicional de la Vall d'Aran, utilitzat com circumscripció territorial per a les eleccions al Conselh Generau d'Aran (Consell General d'Aran). Es correspon amb els antics municipis de Salardú, Gessa, Tredòs i Bagergue, ara en el municipi de Naut Aran.
Es va formar al segle xvi com a sesterçó dividit de l'antic terçó de Garòs. Des de la restauració de l'estructura administrativa tradicional de la Vall d'Aran del 1990, elegeix 2 dels 13 Consellers del Conselh Generau d'Aran.